# Бериславци
 Тази статия е за селото в Гърция.  За селото в България вижте Бориславци.  
Бериславци или Берислав (срещат се и формите Бориславци и Борислав, на гръцки: Περίκλεια, Периклия, до 1925 година Μπερίσλαφ, Берислав, на мъгленорумънски: Birislav, Birislăv, Бирислав) е село в Егейска Македония, в област Централна Македония, дем Мъглен (Алмопия), Гърция.

## Георгафия
Селото е разположено на 570 m надморска височина в североизточната част на областта Мъглен, в малка котловина между планините Суха Рупа от изток, Паяк (Пайко) от югоизток и Кожух (Дзена) от северозапад, на около 23 km североизточно от Къпиняни. На 2 km на север е село Лугунци (Лангадия), на 5 km на запад е Нъте (Нотия), а на 4 km на юг към Паяк е Ошин (Архангелос). На 8 km на север е границата със Северна Македония.
Около селото минават три рекички, притоци на Мъгленица – Драгни (Ντράγκνι), Зайкова река (Ζάικουβα) и Усеа (Ουσέα). На юг от селото има пещера, в която жителите в миналото са се криели при нашествие.

## История

### В Османската империя
„...Бориславъ, отдалечено нѣщо единъ часъ и находяще се въ източния край на равнината... Селцето брои 45 кѫщи и е Нонски чифликъ. Азъ слѣзохъ при разпоредителя Дучу. Той ми расправи за теглилата имъ, какъ господаритѣ имъ отъ Нонте ги скубятъ, какъ ги скубитъ сѫщо правителството, поляцитѣ и проходящитѣ войници и какъ съвсѣмъ безсилни трѣбва да си свиватъ рѫцѣтѣ въ джебоветѣ. Въ селото владѣе най-голѣма бѣдность, кѫщитѣ сѫ само едноетажни и двѣ-три фамилии живѣятъ въ една почти тъмна стая. Храната имъ е царевиченъ хлѣбъ, кромидъ, чесанъ, сирене и млѣко. Мѣсо ядатъ само въ особенни случаи.“
На хълма Свети Атанасий, където някога е било старото село, има следи от елинистическо селище с некропол. През 1969 г. на същото място е построен сегашният параклис „Свети Атанасий“.
В края на XIX век Бериславци е влашко (мъгленорумънско) село във Влахомъглен. Църквата „Света Параскева“ („Света Петка“) е от 1850 година. Изписана е през 1862 година. Сред фреските има и изображение на Света Злата Мъгленска с надпис на български „Света Злата Мегленская“. Александър Синве (Les Grecs de l’Empire Ottoman. Etude Statistique et Ethnographique), който се основава на гръцки данни, в 1878 година пише, че в Перислав (Périslav), Мъгленска епархия, живеят 300 гърци.
В 90-те години на XIX век в селото се появява румънската пропаганда. В 1894 година в селото е отворено румънско училище от Рика Плана, който преподава в него три години. Училището работи периодично до 1912 година. До попадането на селото в Гърция в него няма румънска църква.
В селото в 1895 – 1896 година е основан комитет на ВМОРО.
Според статистиката на Васил Кънчов („Македония. Етнография и статистика“) в 1900 година в Бориславъ (Бориславци) живеят 380 власи християни. Според секретаря на Българската екзархия Димитър Мишев (La Macédoine et sa Population Chrétienne) в 1905 година в Берислав има 360 власи и в селото има влашко училище.
Екзархийската статистика за Воденската каза от 1912 година показва селото с 280 жители.
При избухването на Балканската война в 1912 година един човек от Бериславци е доброволец в Македоно-одринското опълчение.

### В Гърция
През войната селото е окупирано от гръцки части и остава в Гърция след Междусъюзническата война. От 1919 година селото заедно със съседното Лугунци е самостоятелна община. В 1925 година селото е преименувано на Периклия. В 1997 година общината е присъединена към дем Ексаплатанос.
През Първата световна война, поради близостта на фронтовата линия населението на селото е интернирано от българските военни власти във вътрешността на България. След края на войната жителите му се връщат, но не всички.
Боривое Милоевич пише в 1921 година („Южна Македония“), че Бериславци (Бьриславци) има 50 къщи власи християни.
В 1925 година осем семейства емигрират в Румъния и се установяват в добруджанското село Сансалай.
В 1935 година е построена нова сграда на училището, след като старата на площада изгаря в 1916 година по време на Първата световна война.
Селото пострадва и по време на Втората световна война от януарската българска офанзива през 1944 година. На 7 април 1944 година край селото се разиграва голяма битка между германските окупационни части и силите на гръцката комунистическа съпротива ЕЛАС, в която загиват 30 германци. По време на Гражданската война (1946 – 1949) селото се разпада напълно и повечето му жители емигрират в Югославия. След нормализирането на положението, селото е обновено.
Според изследване от 1993 година селото продължава да е чисто влашко (373 жители в 1981 г.) и влашкият език в него е запазен отлично. Жителите на селото се занимават с животновъдство и земеделие, в частност оглеждане на картофи.
В началото на 90-те години на ХХ век е възстановена малката църква „Света Богородица“ на входа на селото. Четвъртата църква на селото е параклисът „Свети Йоан Предтеча“ на пътя за Лугунци.
Селото е планинско и бедно, като населението се занимава със земеделие и скотовъдство.
| Име                   | Име               | Ново име       | Ново име       | Описание                                                    |
| --------------------- | ----------------- | -------------- | -------------- | ----------------------------------------------------------- |
| Чафка                 | Τσιάφκα           | Митакас        | Μύτακας        | граничен връх в Кожух на СЗ от Бериславци                   |
| Племничур             | Πλεμνιτσούρ       | Ахирона        | Άχυρώνα        | река в Кожух на СЗ от Бериславци                            |
| Върдзаки или Бърдзаки | Βαρτζάκι          | Демени         | Δεμένη         | връх в Кожух на СЗ от Бериславци                            |
| Мала Дзена            | Μικρή Τζένα       | тис Евгенияс   | της Ευγενίας   | връх в Кожух на СЗ от Бериславци                            |
| Летница               | Λέτνιτσα          | Перасма        | Πέρασμα        | местност в Кожух на СЗ от Бериславци                        |
| Винатор               | Βίνατορ           | Рематаки       | Ρεματάκι       | река на СЗ от Бериславци                                    |
| Сух дол               | Σούχ Ντὸλ         | Ксери Ремата   | Ξερή Ρεματιά   | река в Кожух на СЗ от Бериславци                            |
| Раур                  | Ράουρ             | Алетри         | Άλέτρι         | връх в Кожух на СЗ от Бериславци                            |
| Църни дол             | Τσερνιντὸλ        | Маврорема      | Μαυρόρεμα      | река в Паяк на Ю от Бериславци и на З от Ошин               |
| Мъгленица             | Μογλένιτσα        | Рема           | Ρέμα           | река в Мъглен                                               |
| Извор                 | Ίσβόρ             | Пиги           | Πηγή           | извор на ЮЗ от Бериславци                                   |
| Дол                   | Ντὸλ              | Като Корифи    | Κάτω Κορυφή    | връх в Паяк на И от Бериславци (662,7 m)                    |
| Скрека                | Σκρέκα            | Врахокорфес    | Βραχοκορφές    | връх в Паяк на И от Бериславци и на СИ от Ошин (848 m)      |
| Пополе                | Πόπολη            | Вриси          | Βρύση          | извор на СИ от Бериславци                                   |
| Вале Сек              | Βάλε Σέκ          | Ремата         | Ρεματιά        | река на СИ от Бериславци                                    |
| Скор Гола             | Σκορ Γκόλα        | Гимни          | Γυμνή          | връх в Паяк на СИ от Бериславци                             |
| Заграда               | Ζαγράδα           | Фрактис        | Φράκτης        | местност в Паяк на СИ от Бериславци                         |
| Балкач                | Μπάλκατσι         | Псари          | Ψάρι           | река на С от Бериславци                                     |
| Кури                  | Κουρί             | Дасаки         | Δασάκι         | връх в Кожух на СЗ от Бериславци                            |
| Чор                   | Τσορ              | Мавро          | Μαύρο          | река на С от Бериславци, минаваща през Лугунци              |
| Винатор               | Βινατόρ           | Фотиес         | Φυτιές         | местност в подножието на Кожух на С от Бериславци           |
| Апу Раца              | Άποτ Ράτσα        | Рематаки       | Ρεματάκι       | река на СИ от Бериславци (Цара Алпа)                        |
| Ледин                 | Λεντίν            | Профитис Илияс | Προφήτης Ήλίας | местност на СИ от Бериславци в подножието на Паяк           |
| Скорк Дикориц         | Σκορκ Δικορίτς    | Катарактис     | Καταρράκτης    | връх в Паяк на СИ от Бериславци                             |
| Цара Алпа             | Τσάρα Άλπα        | Палео          | Παλαιό         | река на СИ от Бериславци (Апу Раца)                         |
| Патичика или Патичико | Πατίτσικα         | Монопати       | Μονοπάτι       | крайгранична местност на СИ от Бериславци срещу Хума        |
| Горица                | Κουρίτς           | Корици         | Κορίτσι        | връх на ЮЗ от Бериславци (591 m)                            |
| Вакъфско              | Βάκούφικο         | Аятико         | Άγιάτικο       | местност на ЮЗ от Бериславци                                |
| Мочор                 | Μουτσιόρ          | Неростагма     | Νερόσταγμα     | местност на СИ от Бериславци в подножието на Кожух          |
| Бела поляна           | Πέλλα Πολιάνα     | Аспрос Камбос  | Άσπρος Κάμπος  | връх в Кожух на С от Бериславци                             |
| Поляна де Рупа        | Πολιάνα Ντέ Ρούπα | Микрос Камбос  | Μικρός Κάμπος  | крайгранична местност на С от Бериславци                    |
| Салница               | Σάλνιτσα          | Липаро         | Λιπαρό         | крайгранична река на С от Бериславци, началото на Мъгленица |
| Гроб                  | Γκροπ             | Тафос          | Τάφος          | крайгранична местност на С от Бериславци                    |
| Градища               | Γκράντεστι        | Синора         | Σύνορα         | крайгранична местност на С от Бериславци                    |

| Година    | 1913 | 1920 | 1928 | 1940 | 1951 | 1961 | 1971 | 1981 | 1991 | 2001 | 2011 | 2021 |
| --------- | ---- | ---- | ---- | ---- | ---- | ---- | ---- | ---- | ---- | ---- | ---- | ---- |
| Население | 340  | 200  | 271  | 413  | 178  | 372  | 393  | 373  | 354  | 382  | 341  | 301  |

## Личности
Родени в Бериславци
- Въчо Димов, български революционер от ВМОРО, четник на Андон Кьосето[20]
- Георги Попчев (Γεώργιος Πόπτσης), гръцки андартски деец от трети клас[21]
- Георги Чагрев (Γεώργιος Τσάγρης), гръцки андартски деец от трети клас[21]
- Дионисий Попчев (Διονύσιος Πόπτσης), гръцки андартски деец[22]
- Никола Попов (Νικόλαος Παπαδόπουλος), гръцки андартски деец[22]
- Петре Георгиев (Пене, 1888 – ?), македоно-одрински опълченец, четата на Славко Радоев[23]
- Стефан Михалев (Στέφανος Μιχαλόπουλος), гръцки андартски деец[22]
- Стоян Дешов, български революционер от ВМОРО, четник на Андон Кьосето[20]
- Ташко Кьопо, български революционер, деец на ВМОРО[9]
- Ташо Пенов Шопов, български революционер, деец на ВМОРО[9]